# Raft Mountain
Raft Mountain är ett berg i Kanada.   Det ligger i provinsen British Columbia, i den centrala delen av landet, 3 300 km väster om huvudstaden Ottawa. Toppen på Raft Mountain är 2 450 meter över havet, eller 858 meter över den omgivande terrängen. Bredden vid basen är 9,9 km.
Terrängen runt Raft Mountain är bergig åt sydost, men åt nordväst är den kuperad.Trakten runt Raft Mountain är nära nog obefolkad, med mindre än två invånare per kvadratkilometer.. Närmaste större samhälle är Clearwater, 15,0 km sydväst om Raft Mountain.
I omgivningarna runt Raft Mountain växer i huvudsak barrskog.